# Baie de Quiberon
Pour les articles homonymes, voir Quiberon (homonymie).
Ne doit pas être confondu avec Anse de Quiberon.
La baie de Quiberon se situe sur la côte Sud du département du Morbihan en Bretagne (France) :

## Description
La baie constitue la partie occidentale de Mor braz. Elle est délimitée au Nord par le continent, à l'Ouest par la presqu'île de Quiberon, au Sud par la chaussée de Beniguet ainsi que par les îles de Houat et Hoëdic. La profondeur moyenne de la zone est de 15 m.
La baie de Quiberon est membre, avec le golfe du Morbihan, de l'association club des plus belles baies du monde.

## Navigation
La baie de Quiberon est une zone particulièrement bien abritée des vents et de la houle du large qui est dans la région majoritairement de secteur Ouest.
L'existence de nombreuses destinations de croisière tout autour de la baie (Belle-Île-en-Mer, le golfe du Morbihan, Houat, Hoëdic…) a favorisé l'essor des ports de plaisance de la région : Port Haliguen, Le Crouesty, La Trinité-sur-Mer.
La baie de Quiberon est un des hauts lieux de la régate en France.

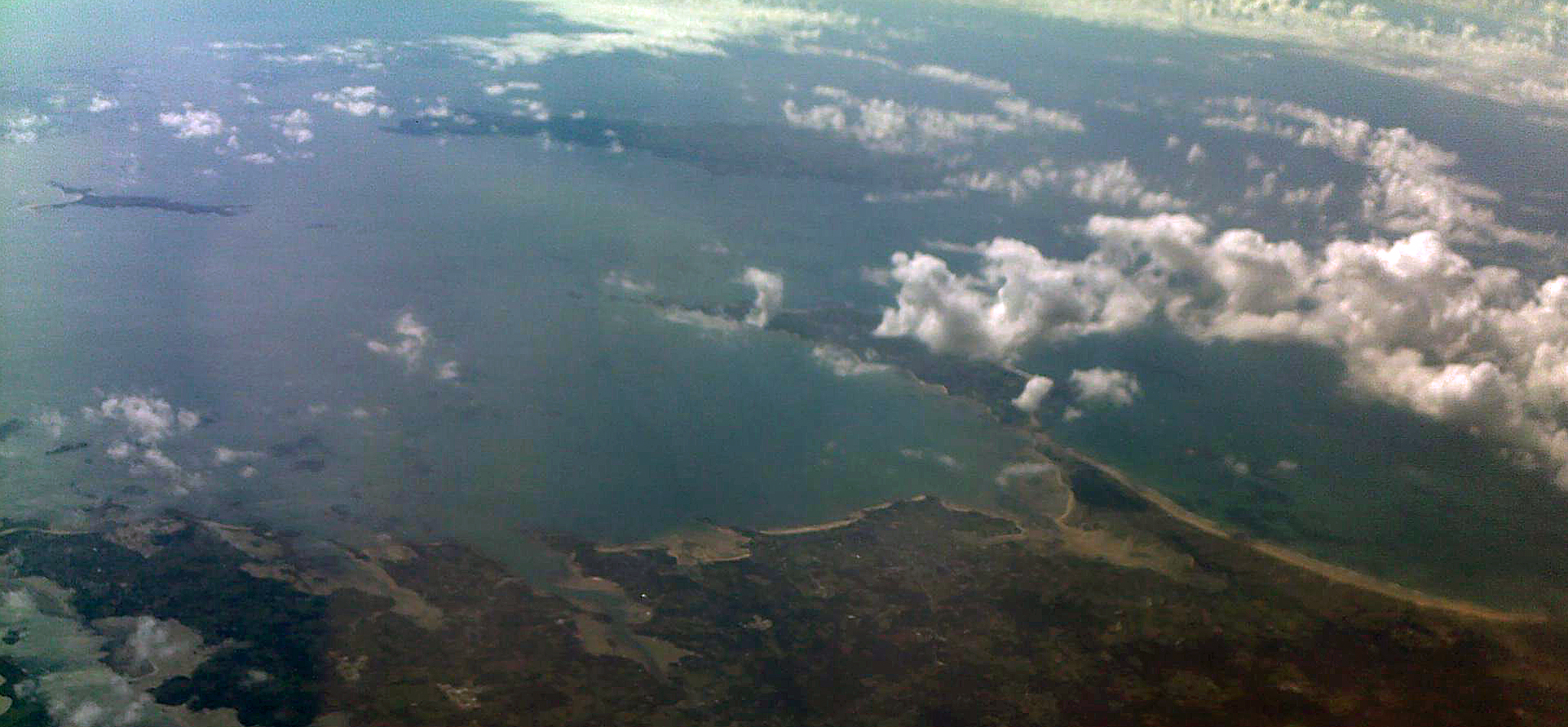
Baie de Quiberon vue du ciel.
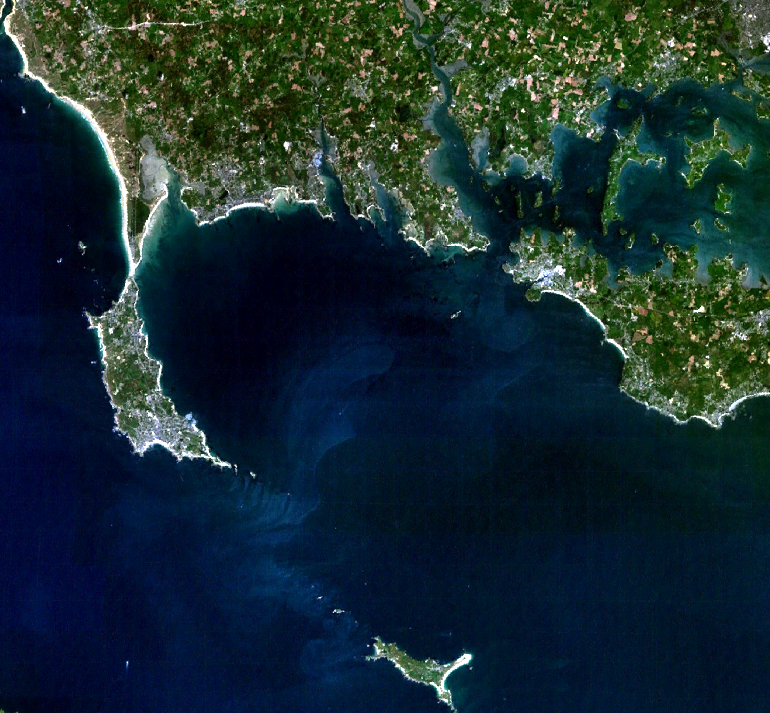
Image satellite de la baie de Quiberon.

Pour entrer dans la baie de Quiberon en venant du Sud ou de l'Ouest, il est nécessaire d'emprunter un des passages qui coupent la chaussée de hauts fonds qui s'étend de la pointe Sud de la presqu'ile de Quiberon (Pointe du Conguel) jusqu'à Hoëdic.
Par gros temps ou situation de vent frais contre courant, il est recommandé d'emprunter le passage de la Teignouse signalé par le phare homonyme.

## Histoire

### Reconnaissance du drapeau américain par la Marine -14 février 1778
Le 14 février 1778, l'escadre de l'amiral La Motte-Picquet est au mouillage en baie de Quiberon[réf. souhaitée].
L'USS Ranger, commandé par John Paul Jones, appareille de Quiberon en arborant à sa poupe un pavillon aux bandes rouges et blanches, orné de 13 étoiles sur fond bleu. Il s'agit de la bannière étoilée, le Stars and Stripes.
L'USS Ranger envoie une salve de treize coups de canon, autant que le nombre d'États américains, pour saluer l'escadre française. La Motte-Picquet, à bord du Robuste, un vaisseau de 74 canons, répond par neuf coups, le chiffre réglementaire pour une république indépendante. Il reconnaît ainsi officiellement les États-Unis d'Amérique[réf. souhaitée].

### L'accident aérien du30 juillet 1998
Le 30 juillet 1998 une collision survint en plein ciel vers 14 heures entre un avion de ligne de la compagnie  Proteus Airlines, qui assurait la liaison Lyon - Lorient, qui s'était détourné de sa trajectoire prévue afin de survoler le paquebot Norway et un petit avion de tourisme parti de Vannes. Les douze passagers, ainsi que les trois pilotes des deux avions périrent dans le crash aérien.